# NGC 6972
NGC 6972 est une galaxie lenticulaire située dans la constellation du Dauphin. Sa vitesse par rapport au fond diffus cosmologique est de 4 108 ± 24 km/s, ce qui correspond à une distance de Hubble de 60,6 ± 4,3 Mpc (∼198 millions d'al). NGC 6972 a été découverte par l'astronome allemand Albert Marth en 1863.
NGC 6972 présente une large raie HI.